# Vicente Ehate Tomi
Vicente Ehate Tomi (1968) is een Equatoriaal-Guinees politicus. Op 21 mei 2012 werd hij benoemd tot premier van zijn land. Op 22 juni 2016 werd hij vervangen door Francisco Pascual Obama Asue.